# Mario Hada
Mario Hada (ur. 28 grudnia 1952 w La Paz) – boliwijski narciarz alpejski i olimpijczyk.
Hada wziął udział w Zimowych Igrzyskach Olimpijskich 1984. Wystartował jedynie w slalomie gigancie – w konkurencji tej został zdyskwalifikowany w pierwszym przejeździe i nie został sklasyfikowany. Podczas swojego startu był najstarszym uczestnikiem rywalizacji narciarzy alpejskich podczas igrzysk w Sarajewie (miał wówczas 31 lat i 48 dni). Trenerem Hady, podobnie jak pozostałych boliwijskich olimpijczyków podczas tych igrzysk, był Szwed Lars-Eric Venestahl.